# Ted Danson
Edward „Ted” Bridge Danson III (San Diego, Kalifornia, 1947. december 29. –) kétszeres Primetime Emmy- és háromszoros Golden Globe-díjas amerikai színész és producer. 
1987-ben Tom Selleck és Steve Guttenberg mellett főszerepet kapott a Három férfi és egy bébi családi vígjátékban, majd a pár évvel később, 1990-ben bemutatott Három férfi és egy kis hölgy című folytatásban is szerepelt.

## Fiatalkora
1947-ben született San Diegóban. Édesanyja Jess MacMaster, édesapja pedig Edward "Ned" Bridge Danson Jr., régész és múzeumigazgató. Gyerekkorát az Arizona államban található Flagstaff városában töltötte. 1961-től a Connecticut államban található Kent Schoolba járt, ahol sikeres kosárlabdázó volt. A színház a Stanford Egyetemen keltette fel az érdeklődését, ahonnan jobb színészoktatást keresve a Carnegie Mellon Egyetemre váltott, ott szerezte meg színészi diplomáját 1972-ben.

## Filmográfia

### Film
| Év   | Magyar cím                     | Eredeti cím                    | Szerep                | Magyar hang            |
| ---- | ------------------------------ | ------------------------------ | --------------------- | ---------------------- |
| 1979 | Hagymaföld                     | The Onion Field                | Ian Campbell          | Bede Fazekas Szabolcs  |
| 1981 | A test melege                  | Body Heat                      | Peter Lowenstein      | Schnell Ádám           |
| 1982 | Creepshow - A rémmesék könyve  | Creepshow                      | Harry Wentworth       | Sinkovits-Vitay András |
| 1985 |                                | Little Treasure                | Eugene Wilson         |                        |
| 1986 | A férfi, akit szeretünk        | Just Between Friends           | Chip Davis            |                        |
| 1986 | Szép kis kalamajka             | A Fine Mess                    | Spence Holden         | Rátóti Zoltán          |
| 1987 | Három férfi és egy bébi        | Three Men and a Baby           | Jack Holden           | Dózsa László           |
| 1988 | Segítség, apa lettem!          | She's Having a Baby            | önmaga                |                        |
| 1989 | Félrelépni kötelező            | Cousins                        | Larry                 |                        |
| 1989 | Drága papa                     | Dad                            | John Tremont          | Szabó Sipos Barnabás   |
| 1990 | Három férfi és egy kis hölgy   | Three Men and a Little Lady    | Jack Holden           | Tahi Tóth László       |
| 1993 | Made in America                | Made in America                | Hal Jackson           | Helyey László          |
| 1994 | Palira vettem a papát!         | Getting Even with Dad          | Raymond "Ray" Gleason | Jakab Csaba            |
| 1994 | Pontiac expedíció              | Pontiac Moon                   | Washington Bellamy    | Schnell Ádám           |
| 1994 | Pontiac expedíció              | Pontiac Moon                   | Washington Bellamy    | Haás Vander Péter      |
| 1996 | Loch Ness                      | Loch Ness                      | Jonathan Dempsey      | Helyey László          |
| 1998 | Jerry és Tom                   | Jerry and Tom                  | srác                  |                        |
| 1998 | Fű alatt                       | Homegrown                      | Gianni Saletzzo       | Kárpáti Tibor          |
| 1998 | Ryan közlegény megmentése      | Saving Private Ryan            | Hamill százados       | Jakab Csaba            |
| 1999 | Dilidoki                       | Mumford                        | Jeremy Brockett       | Barbinek Péter         |
| 2002 |                                | Mrs. Pilgrim Goes to Hollywood | Ted                   |                        |
| 2004 |                                | Fronterz                       | ismeretlen szerep     |                        |
| 2005 |                                | The Moguls                     | Moose                 |                        |
| 2007 | Váltság-Nobel-díj              | Nobel Son                      | Harvey Parrish        | Forgács Gábor          |
| 2008 | Van az a pénz, ami megbolondít | Mad Money                      | Don Cardigan          | Vass Gábor             |
| 2008 | Magánalku                      | The Human Contract             | E.J Winters           | Forgács Gábor          |
| 2009 | Család újratöltve              | The Open Road                  | edző                  |                        |
| 2011 |                                | Jock                           | Pezulu (hangja)       |                        |
| 2012 | Mindenki szereti a bálnákat    | Big Miracle                    | J.W. McGraw           | Jakab Csaba            |
| 2012 | Ted                            | Ted                            | önmaga                | Jakab Csaba            |
| 2014 | Egyetlen szerelmem             | The One I Love                 | pszichológus          | Jakab Csaba            |
| 2018 | Hangosan dobogó szívek         | Hearts Beat Loud               | Dave                  | Jakab Csaba            |

### Televízió
| Év        | Magyar cím                   | Eredeti cím                           | Szerep                   | Megjegyzések                                            |
| --------- | ---------------------------- | ------------------------------------- | ------------------------ | ------------------------------------------------------- |
| 1975–1976 |                              | Somerset                              | Tom Conway #2            | ismeretlen epizódok                                     |
| 1975–1977 |                              | The Doctors                           | Dr. Chuck Weldon         | 19 epizód                                               |
| 1975–1977 | Mitch Pierson                | The Doctors                           |                          | 19 epizód                                               |
| 1979      |                              | The Amazing Spider-Man                | Collings                 | 2 epizód                                                |
| 1979      |                              | Mrs. Columbo                          | Richard Dellinger        | 1 epizód                                                |
| 1979      |                              | Trapper John, M.D.                    | sérült férfi             | 1 epizód                                                |
| 1979      |                              | The French Atlantic Affair            | Abe Stanley              | 1 epizód                                                |
| 1979      |                              | B. J. and the Bear                    | Tom Spencer              | 1 epizód                                                |
| 1980      |                              | Laverne & Shirley                     | Randy Carpenter          | 1 epizód                                                |
| 1980      |                              | Family                                | David Bartels            | 1 epizód                                                |
| 1980      |                              | The Women's Room                      | Norman                   | tévéfilm                                                |
| 1980      |                              | Once Upon a Spy                       | Jack Chenault            | tévéfilm                                                |
| 1981      |                              | Benson                                | Dan Slater               | 2 epizód                                                |
| 1981      | Magnum                       | Magnum, P.I.                          | Stewart Crane            | 1 epizód, magyar hangja: Bognár Zsolt                   |
| 1981      |                              | Dear Teacher                          | Steve Goodwin            | tévéfilm                                                |
| 1981      |                              | Our Family Business                   | Gep                      | tévéfilm                                                |
| 1982      |                              | Taxi                                  | Vincenzo Senaca          | 1 epizód                                                |
| 1982      |                              | Cheers: Uncle Sam Malone              | Sam Malone               | tévéfilm                                                |
| 1982      |                              | Tucker's Witch                        | Danny Kirkwood           | 2 epizód                                                |
| 1983      |                              | Cowboy                                | Dale Weeks               | tévéfilm                                                |
| 1983      |                              | Allison Sydney Harrison               | David Harrison           | tévéfilm                                                |
| 1984      | Apa és leánya                | Something About Amelia                | Steven Bennett           | tévéfilm                                                |
| 1986      |                              | When the Bough Breaks                 | Alex Delaware            | tévéfilm                                                |
| 1987      |                              | We Are the Children                   | Duffy Lynch              | tévéfilm                                                |
| 1988      |                              | Mickey's 60th Birthday                | Sam Malone               | tévéfilm                                                |
| 1982–1993 | Cheers                       | Cheers                                | Sam Malone               | 269 epizód, magyar hangjai: Dörner György, Széles Tamás |
| 1994      | A Simpson család             | The Simpsons                          | Sam Malone (hangja)      | 1 epizód                                                |
| 1995      | Frasier – A dumagép          | Frasier                               | Sam Malone               | 1 epizód                                                |
| 1996      | Gulliver csodálatos utazásai | Gulliver's Travels                    | Lemuel Gulliver          | 2 epizód, magyar hangjai: Kőszegi Ákos, Szakácsi Sándor |
| 1996      |                              | Zig and Zag's Dirty Deeds             | önmaga                   | 1 epizód                                                |
| 1996      |                              | The Magic 7                           | Sean apja                | tévéfilm                                                |
| 1997      |                              | Pearl                                 | Sal                      | 1 epizód                                                |
| 1996–1997 |                              | Ink                                   | Mike Logan               | 22 epizód                                               |
| 1997      |                              | The English Programme                 | Lemuel Gulliver          | 4 epizód                                                |
| 1998      |                              | Veronica's Closet                     | Nick Vanover             | 1 epizód                                                |
| 1998      | Az Öböl-háború               | Thanks of a Grateful Nation           | Jim Tuite                | tévéfilm                                                |
| 1999      | Halálbiztos diagnózis        | Diagnosis: Murder                     | önmaga                   | 1 epizód                                                |
| 2000      |                              | Grosse Pointe                         | Jack, a kutya (hangja)   | 1 epizód                                                |
| 2002      | Kapcsolat a mennyországgal   | Living with the Dead                  | James Van Praagh         | 2 epizód, magyar hangja: Haás Vander Péter              |
| 2003      |                              | Gary the Rat                          | Terry McMillian (hangja) | 1 epizód                                                |
| 1998–2004 |                              | Becker                                | Dr. John Becker          | 129 epizód                                              |
| 2004      |                              | It Must Be Love                       | George Gazelle           | tévéfilm                                                |
| 2005      |                              | Our Fathers                           | Mitchell Garabedian      | tévéfilm                                                |
| 2005      | Sakklépések                  | Knights of the South Bronx            | Richard                  | tévéfilm                                                |
| 2006      |                              | Heist                                 | Tom                      | 2 epizód                                                |
| 2006–2007 | Bagoly mondja                | Help Me Help You                      | Dr. Bill Hoffman         | 14 epizód                                               |
| 2008      | Texas királyai               | King of the Hill                      | Tom Hammond (hangja)     | 1 epizód                                                |
| 2007–2010 | A hatalom hálójában          | Damages                               | Arthur Frobisher         | 23 epizód                                               |
| 2010      |                              | Tim and Eric Awesome Show, Great Job! | Little Danson Man        | 1 epizód                                                |
| 2009–2011 | Író és kamuhős               | Bored to Death                        | George Christopher       | 24 epizód                                               |
| 2013      | CSI: New York-i helyszínelők | CSI: NY                               | D.B. Russel              | 1 epizód                                                |
| 2011–2015 | CSI: A helyszínelők          | CSI: Crime Scene Investigation        | D.B. Russel              | 84 epizód, magyar hangja: Jakab Csaba                   |
| 2015      |                              | CSI: Immortality                      | D.B. Russel              | tévéfilm                                                |
| 2015      | Fargo                        | Fargo                                 | Hank Larsson             | 10 epizód, magyar hangja: Jakab Csaba                   |
| 2015–2016 | CSI: Cyber helyszínelők      | CSI: Cyber                            | D.B. Russel              | 18 epizód, magyar hangja: Jakab Csaba                   |
| 2016–2020 | A Jó Hely                    | The Good Place                        | Michael                  | 50 epizód                                               |
| 2021–2022 |                              | Mr. Mayor                             | Neil Bremer              | 20 epizód                                               |
| 2019–2022 | Orville                      | The Orville                           | Perry admirális          | 6 epizód                                                |
| 2023      | Mulligan                     | Mulligan                              | Brad Chadman (hangja)    | 1 epizód                                                |
| 2015–2024 | Amerikai fater               | American Dad!                         | Dr. Ray Petit (hangja)   | 5 epizód                                                |
| 2000–2024 | Félig üres                   | Curb Your Enthusiasm                  | önmaga                   | 34 epizód, magyar hangja: Jakab Csaba                   |
| 2024–2025 | Beépített öregúr             | A Man on the Inside                   | Charles Nieuwendyk       | 9 epizód, magyar hangja: Ujréti László                  |